# Almeno stavolta
Almeno stavolta è il singolo di lancio della raccolta di Nek The Best of Nek - L'anno zero, pubblicato nell'ottobre 2003. È stato frequentemente trasmesso in radio, raggiungendo la posizione numero 1 dell'airplay.

## Video
Il video si apre con una vista a telecamera in un silos-parcheggio locato nel Porto antico di Genova, Nek entra nella stanza e a quel punto viene gettato un candelotto di fumogeno, che fa scattare la corsa di una folla di ragazzi che fa tremare la stanza, persino i tubi dell'acqua.
Spaventato dalla folla il cantante si mette salvo mentre i ragazzi escono dalle rampe, ma quando corre nel condominio viene inseguito dalla folla fino a dirigersi verso il mare.
Durante lo svolgimento del video si vedono immagini di Nek che esegue il brano assieme alla sua band e un mare di fan.
La location adottata per le riprese del video è la città di Genova, in particolare viene sfruttato un parcheggio situato nella zona del Porto Antico, le restanti altre riprese vedono catturare immagini di luoghi nei pressi del centro della città, adiacenti alla stazione ferroviaria di Brignole.

## Classifiche
Il brano raggiunge la posizione numero 5 della classifica di vendite FIMI restando in Top 20 per 17 settimane.
| Classifica (2003) | Posizione raggiunta |
| ----------------- | ------------------- |
| Italia            | 5                   |
| Svizzera          | 43                  |